# 摩根 (喬治亞州)
摩根（英語：Morgan）是一個位於美國喬治亞州卡爾霍恩縣的城市。根據2010年美國人口普查，該地人口為1861人，而該地的面積約為3.40平方千米。同時該地也是卡爾霍恩縣的縣治。

## 地理
摩根的座標為31°32′20″N 84°36′04″W / 31.53889°N 84.60111°W，而該地的平均海拔高度為75米（即246英尺）。